# Horst Neef
Horst Neef  (* 1. März 1938) ist ein deutscher ehemaliger Fußballspieler. Von 1958 bis 1966 spielte er in Zwickau und Aue in der DDR-Oberliga, der höchsten Liga im DDR-Fußball.

## Sportliche Laufbahn
In Zwickau spielte Horst Neef für die BSG Motor zunächst im Nachwuchs. In der Vorbereitung auf die Saison 1957 (Kalenderjahr-Spielzeit) wurde er in einem Testspiel zum ersten Mal in der Oberligamannschaft eingesetzt. Zur Saison 1958 wurde er erstmals in den Oberligakader aufgenommen und bestritt daraufhin seine ersten sieben Punktspiele in der Oberliga. Dabei wurde er in unregelmäßigen Abständen als Abwehrspieler eingesetzt. 1959 gehörte er bereits zum Spielerstamm. Weiterhin in der Verteidigung aufgeboten, absolvierte er bis zum 20. Spieltag 17 Punktspiele, wurde danach jedoch in den restlichen sechs Oberligabegegnungen nicht mehr eingesetzt.
Zur Saison 1960 wechselte Neef zum in Aue beheimateten Oberligakonkurrenten SC Wismut Karl-Marx-Stadt. Dort spielte er vom 5. Spieltag an für den bisher etatmäßigen Außenverteidiger Lothar Schlegel bis zum Ende der Hinrunde regelmäßig auf dessen Position. Danach kam Neef bis zum Saisonende nur noch einmal als Einwechselspieler zum Zuge. Es folgte die Saison 1961/62, in der die Oberliga wieder auf den früher üblichen Sommer-Frühjahr-Spielrhythmus zurückgeführt wurde. Dazu wurden vom Winter 1961 bis zum Frühjahr 1962 34 Spiele ausgetragen. Bis zum 24. Spieltag gelang es Neef, sich einen Stammplatz auf seiner gewohnten Position zu sichern und bestritt 19 Oberligaeinsätze. Danach musste er lange pausieren und kam erst in den beiden letzten Spieltagen wieder zum Einsatz.
Danach verlief Neefs Fußballerlaufbahn allmählich im Sande. Für die Saison 1962/63 war er noch für den Oberligakader der Karl-Marx-Städter vorgesehen, kam aber nicht mehr zum Einsatz. Zu Beginn er Spielzeit 1963/64 wechselten mehrere Spieler vom Sportklub zur wiederbelebten BSG Wismut Aue, darunter auch Horst Neef. Dieser gehörte bis 1966 noch zum Oberligakader, kam in den drei Spielzeiten aber nur noch 15-mal zum Einsatz. In seiner besten Auer Saison bestritt Neef neun von 26 Oberligaspielen. Dabei konnte er auf der gewohnten Position als Außenverteidiger spielen, dies jedoch nur in der Hinrunde sechs- und in der Rückrunde dreimal.
Nach der Saison 1965/66 beendete Horst Neef im Alter von 28 Jahren seine Laufbahn im höheren Ligenbereich. Er bestritt sieben Spielzeiten in der DDR-Oberliga, in denen er auf 70 Einsätze kam. Als Abwehrspieler kam er zu keinem Torerfolg.

## Hinweis
1. ↑  in mehreren Quellen „Neff“ genannt